# Glaucina
La glaucina è un alcaloide isolato in diverse specie di piante quali Glaucium flavum , Glaucium oxylobum , Croton lechleri  e Corydalis yanhusuo .
Ha proprietà broncodilatatrici e antinfiammatorie, agendo come inibitore della  fosfodiesterasi e calcio-antagonista . Per queste sue proprietà viene talora impiegata, per lo più in forma di idrocloridrato di glaucina, come sedativo della tosse . Può avere effetti collaterali come sedazione, astenia e può rivelarsi un allucinogeno in grado di stimolare sensazioni visive particolarmente colorate . Per tale caratteristica è talora utilizzata come sostanza d'abuso .
| Glaucina (2 Isomeria) | Glaucina (2 Isomeria) |
| --------------------- | --------------------- |
| (S)-configurazione    | (R)-configurazione    |